# اللجنة الوطنية للصحة (الصين)
اللجنة الوطنية للصحة في جمهورية الصين الشعبية هي الإدارة التنفيذية على مستوى الحكومة التابعة لمجلس الدولة لجمهوريه الصين الشعبية وهي مسؤولة عن صياغة السياسات الصحية في البر الرئيسي للصين. تم تشكيلها في 19 مارس 2018. يقع مقر الوزارة في بكين. يرأس اللجنة وزير برتبه وزير في مجلس الدولة. يترأس (ما شياووي) منصب الوزير الحالي للجنة ومنصب سكرتير فرع. الوكالة السابقة للجنة كانت من قبل الهيئة الوطنية للصحة وتنظيم الأسرة.

## تاريخيا
منذ عام 1954, ووفقا لأنظمه جمهورية الصين الشعبية، استلمت وزاره الصحة الحقيبة الوزارية للصحة الوطنية حتى عام 2013,حين تم استلامها من قبل الهيئة الوطنية للصحة وتنظيم الأسرة.
في مارس 2018,أعلنت حكومة جمهورية الصين الشعبية انحلال الهيئة الوطنية للصحة وتنظيم الأسرة وتوكيل مهامها إلى لجنة مستجدة باسم اللجنة الوطنية للصحة. الصين عضو في منظمة الصحة العالمية. وكان قد أعلن الوزير (ما) في الاجتماع الثاني والتسعين لمنظمة الصحة العالمية أنه ومنذ عام 1978 ,تركز الصين على تطوير أنظمة الرعاية الأولية، وشبكة الأمن العام لمواطنيها، وتحسين جودة وكفاءة وسبل الوصول للرعاية الصحية الأولية.
تفشي وباء كورونا 2020:
تعتبر اللجنة هي الهيئة العليا في أراضي الصين التي تقود الجهود الوطنية الحثيثة في مقاومة انتشار فيروس كورونا الذي ظهر ويستمر ظهوره خلال العامين 2019,2020.
في تاريخ 11شباط 2020,أعلنت اللجنة الوطنية للصحة وفي سبيل مقاومة الأزمة الصحية المستمرة التغييرات الاتية:
1-استبدال (شانغ جين) رئيس اللجنة الصحية في منطقة هيوباي ب (وانغ هيشينغ) نائب مدير لجنة الصحة الوطنية في الصين.
2-استبدال (ليو ينشي) مدير اللجنة الصحية في منطقة هيوباي ب (وانغ هاشينع).
الوكالات المصرحة باسم اللجنة الوطنية للصحة:
1-المركز الصيني للسيطرة والوقاية من المرض.

## قائمة الوزراء
| الترتيب. | الاسم      | تاريخ الاستلام | تاريخ انتهاء المهام | ملاحظات |
| -------- | ---------- | -------------- | ------------------- | ------- |
| 1        | ما شياو وي | 19 مارس 2018   | حتى الان            |         |

### وزراء الهيئة الوطنية للصحة وتنظيم الأسرة(سابقا)
| الترتيب | الاسم   | تاريخ الاستلام | تاريخ انتهاء المهام |
| ------- | ------- | -------------- | ------------------- |
| 1       | Li Bin ‏ | 16 مارس 2013   | مارس 2018           |

### وزراء صحة سابقين
| الترتيب. | الاسم                  | تاريخ الاستلام | اريخ انتهاء المهام |
| -------- | ---------------------- | -------------- | ------------------ |
| 1        | Li Dequan              | نوفمبر 1949    | يناير 1965         |
| 2        | Qian Xinzhong          | يناير 1965     | يونيو 1968         |
| 3        | Qiu Guoguang (邱国光)  | يونيو 1968     | يونيو 1970         |
| 4        | Chen Renhong (陈仁洪)  | يونيو 1970     | يوليو 1973         |
| 5        | Liu Xiangping (刘湘屏) | يوليو 1973     | أكتوبر 1976        |
| vacant   |                        |                |                    |
| 6        | Jiang Yizhen (江一真)  | نوفمبر 1977    | ابريل 1979         |
| (2)      | Qian Xinzhong          | ابريل 1979     | مايو 1982          |
| 7        | Cui Yueli (崔月犁)     | مايو 1982      | مارس 1987          |
| 8        | Chen Minzhang (陈敏章) | مارس 1987      | مارس 1998          |
| 9        | Zhang Wenkang          | مارس 1998      | ابريل 2003         |
| 10       | وو يي                  | ابريل 2003     | ابريل 2005         |
| 11       | Gao Qiang              | ابريل 2005     | يونيو 2007         |
| 12       | تشن تشو                | يونيو 2007     | 16 مارس 2013       |